# 535 Montague
Montague (asteroide 535) é um asteroide da cintura principal com um diâmetro de 74,49 quilómetros, a 2,510115 UA. Possui uma excentricidade de 0,0229292 e um período orbital de 1 504 dias (4,12 anos).
Montague tem uma velocidade orbital média de 18,58270536 km/s e uma inclinação de 6,78274º.
Esse asteroide foi descoberto em 7 de Maio de 1904 por Raymond Dugan.